# Appendicula cornuta
Appendicula cornuta är en orkidéart som beskrevs av Carl Ludwig von Blume. Appendicula cornuta ingår i släktet Appendicula och familjen orkidéer. Inga underarter finns listade i Catalogue of Life.
Artens utbredningsområde anges som från Sikkim och Kina (Södra Guangdong) till Malesia.